# Dasychira katanga
Dasychira katanga är en fjärilsart som beskrevs av Collenette 1938. Dasychira katanga ingår i släktet Dasychira och familjen tofsspinnare. Inga underarter finns listade i Catalogue of Life.